# Chiến tranh thời cổ đại
Chiến tranh thời cổ đại là chiến tranh xuất hiện từ thuở ban đầu của lịch sử cho đến cuối thời cổ đại. Thông thường ở Châu Âu coi như thời cổ đại kết thúc với sự sụp đổ của đế chế La Mã vào năm 476. Ở Trung Quốc, được coi là kết thúc vào thế kỷ 5 khi kỵ binh trở nên quan trọng hơn trong các cuộc chiến chống lại sự xâm lấn từ phía bắc.